# Oscar Franche
Oscar Franche (n. 12 decembrie 1900, comuna Șușani, județul Vâlcea – d. 10 octombrie 1988, București) a fost un medic chirurg, profesor universitar la Facultatea de Medicină din Iași, decan al Facultății de Medicină și rector al Institutului de Medicină și Farmacie din Iași, unul din reprezentanții de seamă ai școlii de chirurgie ieșene.

## Biografie
A fost căsătorit cu Maria Franche, medic specialit boli infecțioase, director al Spitalului de Boli Infecțioase din Iași și profesor la Facultatea de Medicină din Iași.

## Distincții
- Medalia Muncii (14 septembrie 1953)[1]
- titlul de „Medic Emerit al Republicii Populare Romîne” (5 august 1954) „pentru merite excepționale și realizări deosebite în domeniul ocrotirii sănătății oamenilor muncii”[2]
- Ordinul „Steaua Republicii Populare Romîne” clasa a IV-a (10 august 1964) „pentru merite deosebite în opera de construire a socialismului, cu prilejul celei de a XX-a aniversări a eliberării patriei”[3]
- Ordinul „Meritul Științific” clasa a III-a (26 septembrie 1966) „pentru merite deosebite în activitatea științifică, cu prilejul Centenarului Academiei Republicii Socialiste România”[4]
- titlul de „Profesor universitar emerit al Republicii Socialiste România” (26 iunie 1969) „în semn de prețuire a personalului didactic pentru activitatea meritorie în domeniul instruirii și educării elevilor și studenților și a contribuției aduse la dezvoltarea învățămîntului și culturii din patria noastră”[5]